# Entregungsschaltung
Wenn bei den in der elektrischen Energietechnik eingesetzten Einphasen- und Drehstrom-Synchronmaschinen, wie z. B. dem Turbogenerator, interne Fehler in Form eines Windungsschlusses oder eines Wicklungsschlusses auftreten, genügt es nicht, die Maschine vom Netz zu trennen, sondern es muss außerdem der magnetische Fluss des Erregerstromes abgebaut werden. Das heißt, es muss eine schnelle Dissipation der magnetischen Energie, die in der Erregerwicklung gespeichert ist, herbeigeführt werden. Diesen Vorgang nennt man Entregen, die dazu nötige elektrische Schaltung wird als Entregungsschaltung bezeichnet. Dieses Verfahren bezieht sich nicht nur auf Synchronmaschinen, sondern auf induktive Lasten aller Art.
Entregerschaltungen finden bei größeren Maschinen mit Leistungen von über 1 MW Anwendung.

## Grundlagen
Wird eine Maschine nicht entregt, induziert das Feld des Erregerstromes in den durch Fehler entstandenen Kurzschlusskreisen weiterhin Spannungen, deren Ströme den auftretenden Schaden ausweiten, was zur mechanischen Zerstörung der Synchronmaschine führt. Um das Ausmaß des Schadens möglichst klein zu halten, ist es erforderlich, die Entregung möglichst schnell vorzunehmen. Bei einer derartigen Schnellentregung ist zu beachten, dass im magnetischen Feld des Erregerstromes magnetische Energie gespeichert ist, die nicht in beliebig kurzer Zeit aus der Maschine heraustransportiert werden kann. Aus Sicht der elektromagnetischen Vorgänge stellt die Erregerwicklung eine Induktivität dar, deren Strom sich nur nach Maßgabe der Zeitkonstanten des Erregerkreises ändern kann.

## Methoden
Die einfachste Art der Entregung besteht darin, die Erregerwicklung kurzzuschließen. Der Kurzschluss kann dadurch erfolgen, dass man die Spannung der Erregerspannungsquelle (Erregermaschine oder gesteuerter Stromrichter) möglichst schnell auf Null herabsteuert. Die Entregung lässt sich beschleunigen, wenn die Erregerwicklung der Synchronmaschine nicht direkt, sondern über einen äußeren Widerstand, den sogenannten Entregungswiderstand, kurzgeschlossen wird. Dieser Widerstand verringert die Zeitkonstante. Er darf jedoch mit Rücksicht auf die Spannung, die der im ersten Augenblick in der ursprünglichen Größe weiterfließende Erregerstrom über ihm hervorruft, nicht zu groß gewählt werden. Bei zu großer Bemessung würde die Spannung des Erregerstromes die Isolierung der Erregerwicklung gefährden. Das Gleiche geschieht, wenn man versucht, das Erregerfeld durch Unterbrechen des Erregerstromes abzubauen.
Eine weitere Beschleunigung des Feldabbaues erreicht man dadurch, dass die Erregerwicklung, um eine Entregung einzuleiten, über den Entregungswiderstand nicht kurzgeschlossen, sondern an eine negative Gleichspannung gelegt wird. Diesen Vorgang erzielt man bei der Erregung mit einer Erregermaschine, indem man die Wicklung(en) gleichzeitig mit dem Einschalten des Entregungswiderstandes umpolt. Dabei kann der Erregerstrom der Synchronmaschine auf Werte unter Null (negative Werte) absinken.
Bei Stromrichtererregung gelingt das Anlegen von negativer Gleichspannung dadurch, dass der Stromrichter in den Wechselrichterbetrieb umgesteuert wird. Die Thyristoren schalten jeweils die negative Halbwelle der anliegenden Wechselspannung. Der Erregerstrom kann allerdings in diesem Fall nicht kleiner als Null werden, da er nur in eine Richtung fließen kann. Wenn man negative Erregerströme erzwingen will, muss eine zweite Stromrichteranordnung in Antiparallelschaltung vorgesehen werden. Des Weiteren kann die Erregerwicklung mittels Schalter umgepolt werden, wenn der Erregerstrom auf den Wert Null abgesunken ist. Negative Erregerströme sind deshalb von Bedeutung, weil zusätzliche Kurzschlusskreise, wie sie vom Dämpferkäfig oder vom massiven Polradkörper der Maschine dargestellt werden, das ursprüngliche Feld aufrechtzuerhalten versuchen. So existiert noch beim Erreichen des Erregerstromes Null ein endliches Luftspaltfeld. Um dieses Feld schnellstmöglich abzubauen, muss kurzzeitig mit Hilfe negativer Erregerströme eine Gegenerregung von der Erregerwicklung her erfolgen. Diese Gegenerregung muss aber in dem Augenblick abgeschaltet werden, in dem das Luftspaltfeld verschwunden ist; andernfalls würde sich erneut ein Feld aufbauen. Allerdings wird die Gegenstromentregung heutzutage kaum noch eingesetzt. Einerseits bildet sie nämlich eine zusätzliche Störquelle, andererseits bringt sie nur eine unwesentliche Beschleunigung der Entregung, weil hierbei praktisch immer auch Blindleistung gefahren wird, die ein Querfeld in der Maschine bedeutet, das durch die Gegenstromentregung nicht beeinflusst werden kann. Nur bei der Leerlaufentregung (die in diesem Zusammenhang aber keine Bedeutung hat), bei der nur ein Längsfeld existiert, wird eine beeindruckende Entregungszeit-Verkürzung erreicht. Deshalb gibt es heutzutage so gut wie keine Anlagen mit Gegenstromentregung mehr.